# Commune fusionnée de Kröv-Bausendorf
La Commune fusionnée de Kröv-Bausendorf est une municipalité allemande située dans le land de Rhénanie-Palatinat et l'Arrondissement de Bernkastel-Wittlich.